# 空軍省 (イギリス)
空軍省（くうぐんしょう Air Ministry）はかつて1918年から1964年の期間に存在したイギリス空軍を統括するイギリスの行政機関。

## 概要
第一次世界大戦末期の1918年に創設され、1964年に廃止された。
限られたリソースを有効に活用するために開発機種が重複しないように軍用機の仕様の策定、生産のための資材の手配、航空機の分類符号の付与、規格の策定等を統括した。ドイツ航空省は民間航空行政も統括したが、空軍省は軍用機のみに限定された。イギリスでは民間航空行政は航空省が統括した。
1964年4月1日に海軍本部、戦争省、空軍省が統合して国防省に再編された。

## 設立の経緯
第一次世界大戦により、資材は逼迫し、優先度の高い航空機の生産を統括する機関の設立が望まれた。当時はまだ民間航空は未発達で郵便輸送くらいだった。

## 評価
空軍省が設立されたことで、資材の供給が円滑になり、開発機種を事前に絞り込む事で重複する開発によるリソースの無駄遣いを避けたり、航空機の規格が策定されたことで後世の航空機の開発、生産において一定の役割を果たしたとされる。

## 代表的な空軍大臣
- ウィンストン・チャーチル 1919年 - 1921年
- Samuel Hoare 1922年 - 1924年、1924年11月 - 1929年、1940年4月 - 5月
- ハロルド・マクミラン 1945年5月 - 7月
- フィリップ・ノエル＝ベーカー 1946年 - 1947年
- George Ward 16 January 1957年1月 - 1960年10月
- Julian Amery 1960年10月 - 1962年7月
- Hugh Fraser 1962年7月 - 1964年4月